# Coralliodrilus statutus
Coralliodrilus statutus är en ringmaskart som beskrevs av Erséus 1983. Coralliodrilus statutus ingår i släktet Coralliodrilus och familjen glattmaskar. Inga underarter finns listade i Catalogue of Life.